# Litoria mucro
Litoria mucro är en groddjursart som beskrevs av Menzies 1993. Litoria mucro ingår i släktet Litoria och familjen lövgrodor. IUCN kategoriserar arten globalt som otillräckligt studerad. Inga underarter finns listade i Catalogue of Life.